# Садовський Геннадій Леонідович
Генна́дій Леоні́дович Садо́вський (нар. 1897, с. Чернички Бердичівського повіту Київської губернії — пом. 3 листопада 1937, Карелія, Сандармох) — активний учасник перших визвольних змагань (1917–1922), старшина армії УНР, жертва більшовицького терору.

## Біографія
Народився в селі Чернички Бердичівського повіту Київської губернії в сім'ї священника. Був семінаристом Київської духовної академії, а згодом студент Київського університету.
У 1915 році вступив до УНР під проводом Симона Петлюри. Військовий комендант і фактичний керівник Житомира та Волинської губернії у віці 20 років. За часи свого керування містом організовує газету, редактором якої ставить вчителя Мамчуру, заміщує посади в урядництвах українцями, дбає про госпіталі для поранених, дитячі будинки. Брав участь у викритті підпільного більшовицького комітету в Житомирі. Після відступу УНР з Житомира, Садовський залишав місто останнім, бо мав знищувати папери.
У 1918 році у шлюбі з Ганною Майбродською народилася донька, яку назвали Вікторією, на честь перемоги Української революції. Після смерті дружини Геннадій одружився з її сестрою Марією, і в 1926 році у них народився син на ім'я Гореслав.
У 1926 році заарештований, 3 квітня 1929 року засуджений за статтєю 58/10 КК РСФРР «Контрреволюційна діяльність» на 10 років заслання. Відбував покарання в таборі «БелБалтЛаг» і в Соловецькому таборі особливого призначення. Брав участь у будіництві Біломорсько-Балтійського каналу, збудованого руками в'язнів ГУЛАГу. За спогадами Семена Підгайного, що перебував в ув'язненні разом з Садовським на Соловках, той володів музичними інструментами: часом Геннадій брав бандуру й ліричним баритоном співав історичних пісень та козацькі думи.
На Соловках усіляко підтримував українців: гуртував їх, вчив «як дістати той гіркий шматок хліба, як серед реву, скиглення, реготу й сліз зуміти пронести душу незабрудненою». Під час ув'язнення писав пісні, одну з яких чекісти вважали агіткою для втікачів з таборів (автора її ГПУ так і не відшукало).
Дружина Садовського, Марія, намагалася визволити чоловіка, надсилала листи-клопотання усім, з ким Геннадій мав дружні, громадські чи літературні контакти (серед них Павлові Тичині), однак марно. 1933 року під час голодомору 1932–1933 років втекла від голоду й репресій до Сибіру й опинилася в Хакасії, де 2 лютого 1938 року її як «дружину ворога народу» розстріляли в Мінусінській тюрмі.
Особливою трійкою управління НКВС Ленінградської області 9 жовтня 1937 року засуджений до найвищої міри покарання. Розстріляний 3 листопада 1937 року в Карелії, в урочищі Сандармох.
Реабілітований Верховним судом УРСР 10 серпня 1963 року.